# Crepidium atrobrachiatum
Crepidium atrobrachiatum là một loài thực vật có hoa trong họ Lan. Loài này được (Ridl.) Szlach. mô tả khoa học đầu tiên năm 1995.